# Muzio Soriano
Muzio Soriano, o Suriano (Crotone, 11 ottobre 1629 – Santa Severina, 26 agosto 1679), è stato un arcivescovo cattolico italiano.

## Biografia
Nato a Crotone l'11 ottobre 1629, appartenne alla nobile famiglia del patriziato crotonese dei Suriano.
Ricevette l'ordinazione presbiterale il 22 maggio 1655. Il 4 marzo 1674 venne consacrato arcivescovo di Santa Severina dal cardinale Francesco Nerli il Giovane. Appena insediatosi fece decorare e abbellire l'interno della cattedrale di Santa Severina.
Nel 1678 presentò una relazione ad limina in merito ad uno studio sull'arcidiocesi di Santa Severina limitato alla seconda metà del XVII secolo, di cui alcune copie risultano tuttora essere conservate all'interno dell'archivio arcivescovile e altre, invece, nell'archivio segreto vaticano.
Morì a Santa Severina il 26 agosto 1679.

## Genealogia episcopale
La genealogia episcopale è:
- Cardinale Tolomeo Gallio
- Vescovo Cesare Speciano
- Patriarca Andrés Pacheco
- Cardinale Agostino Spinola
- Cardinale Giulio Cesare Sacchetti
- Cardinale Ciriaco Rocci
- Cardinale Carlo Carafa della Spina, C.R.
- Cardinale Francesco Nerli il Giovane
- Arcivescovo Muzio Soriano